# Aquaball
Aquaball är ett bollspel i vatten som utvecklades 1995 av det tyska simsportförbundet "Deutscher Schwimm-Verband".

## Spelet
Två lag bestående av fyra spelare vardera försöker få in bollen i motståndarlagets mål. Spelet bygger på Fair play.